# Tarator
Tarator (på albanska taratorë) är en kall salladsoppa. I det balkanska köket tillagas soppan vanligtvis på sommaren. Soppan förekommer i Albanien, Bulgarien, Nordmakedonien, Kosovo och Turkiet. Soppan tillagas normalt sett med yoghurt, gurka, vitlök, dill, vegetabilisk olja och vatten.